# عش المجانين (مسرحية)
عش المجانين مسرحية كوميدية مصرية، عُرضت في سنة 1979 على مسرح محمد نجم في حي الدقي، بالجيزة. من تأليف يسري الإبياري، وإخراج عادل صادق، ومن بطولة محمد نجم، وحسن عابدين، وميمي جمال، وليلى علوي، ومظهر أبو النجا.

## القصة
يرغب شريف أن يتزوج من أماني، ولكن والدها جاد الحق متولي عويس يشترط أن تتزوج شقيقتها تهاني أولًا لأنها الأكبر سنًا. وأثناء تجول أماني وجدت صورة لرجل مُلقى على الأرض فتتفق أماني مع شريف على أن يقوم بالتنكر وعمل دور هذا الرجل لخطبة إختها الكبيرة تهاني حتى يستطيعان إكمال زواجهما، ولكن اتضح أن هذه الصورة لرجل يدعى لطيف مختل عقليًا كان يتعالج في لندن لمدة عشر سنوات، وبعد أن تحسنت حالته اتفق مع زوجته نوال بالعودة إلى مصر، وزوجته هي التي أطاحت بصورته على الأرض لتجدها أماني فهل ستنجح الخطة؟.

## عن المسرحية
ويرجع معاصرون نجاح المسرحية إلى ذكاء نجم الذي أدرك منذ الليلة الأولى لعرضها على مسرحه بحي الدقي في القاهرة، أن الجمهور يحتاج ليس إلى موضوع كوميدي يضحكه بل إلى مواقف جديدة، لدرجة أن النقاد صنفوها بأنها المسرحية المعادلة في قوة الضحك لمسرحية مدرسة المشاغبين.
وتعد المسرحية من أنجح وأشهر أعمال محمد نجم، رغم تقديمه ما يقرب من 30 مسرحية، وجسّد فيها أكثر من شخصية مختلفة ومعقدة بجانب شخصيته الرئيسة، وكانت من أوائل المسرحيات التي يقوم فيها ممثل على المسرح بأكثر من دور. وأبدع نجم في تقديم عشرات القفشات (الأفيهات) التي ارتجل غالبيتها وتجاوب معها الجمهور بشكل كبير، لدرجة أنه ظل يرددها طويلاً بعد المسرحية، ومنها «شفيق يا راجل»، الذي يتذكره الجمهور أكثر من عنوان المسرحية نفسها، و«شفيق الطويل القصير التخين شوية ده».

## طاقم التمثيل
- محمد نجم بدور شريف/عبد ربه/شلبي/لطيف[3]
- حسن عابدين بدور جاد الحق متولي عويس شبرا
- ميمي جمال بدور تهاني جاد الحق
- ليلى علوي بدور أماني جاد الحق
- مظهر أبو النجا بدور عطية أبو النجا الطبيب النفسي
- أديب الطرابلسي بدور مدير الفندق
- محمد الأدنداني بدور إدريس
- حسن توتالة بدور من نزلاء الفندق
- ناهد حسين بدور نوال
- خديجة محمود بدور سعيدة

## وصلات خارجية
- عش المجانين على موقع قاعدة بيانات الأفلام العربية